# Pavlo Olekszandrovics Jakovenko
Pavlo Olekszandrovics Jakovenko (ukránul: Павло Олександрович Яковенко; Nyikopol, 1964. december 19. –) ukrán labdarúgóedző, korábban szovjet válogatott labdarúgó.

## Pályafutása

### Klubcsapatban
A Metaliszt Harkivban mutatkozott be az 1981–82-es szezonban. Első idényében 2 mérkőzésen lépett pályára. 1982-ben a Dinamo Kijiv igazolta le, melynek hosszú időn keresztül volt a játékosa. 1982 és 1992 között 161 mérkőzésen és 5 alkalommal volt eredményes. Többszörös szovjet bajnok, kupa- és szuperkupagyőztes. 1986-ban csapatával megnyerte a kupagyőztesek Európa-kupáját is. 1992-ben a francia Sochaux csapatához került, ahol két szezont játszott.

### A válogatottban
1986 és 1990 között 19 alkalommal szerepelt a szovjet válogatottban és 1 gólt szerzett. Részt vett az 1986-os világbajnokságon.

#### Gólja a válogatottban
| #  | Dátum           | Helyszín                                     | Ellenfél     | Eredmény | Végeredmény | Esemény    |
| -- | --------------- | -------------------------------------------- | ------------ | -------- | ----------- | ---------- |
| 1. | 1986. június 2. | Estadio Sergio León Chávez, Irapuato, Mexikó | Magyarország | 1-0      | 6-0         | 1986-os vb |

### Edzőként
2000 és 2004, illetve 2008 és 2012 között az ukrán U21-es válogatott szövetségi edzője volt. Irányításával kijutottak a 2011-es U21-es Európa-bajnokságra. Tovább edzősködött több orosz csapatnál is, melyek a következők: FK Himki, Kubany Krasznodar, FK Rosztov.

## Sikerei, díjai

### Játékosként
Dinamo Kijiv
- Szovjet bajnok (3): 1985, 1986, 1990
- Szovjet kupa (3): 1985, 1987, 1990
- Szovjet szuperkupa (2): 1985, 1986
- Kupagyőztesek Európa-kupája (1): 1985–86
- Trofeo Santiago Bernabéu (1): 1986

## Külső hivatkozások
- Pavlo Olekszandrovics Jakovenko – a FIFA adatbázisában
- Pavlo Jakovenko adatlapja a National-Football-Teams.com oldalon (angolul)

- Pavlo Jakovenko. eu-football.info